# Marie von Najmájer
Marie von Najmájer (Buda, 1844. február 3. – Bad Aussee, 1904. július 25.) osztrák költő, író.

## Élete
Apját, Franz von Najmájer udvari tanácsost, Bécsbe helyezték át, ahol már 1854-ben meghalt. Leánya anyjával, aki bécsi nő volt, Bécsben maradt, ahol megtanult németül és később főleg költészettel és zenével foglalkozott. Pártfogói közé tartozott Franz Grillparzer is, aki első gyűjteményének kiadására buzdította.

## Munkái
- Schneeglöckchen. Wien, 1868 (költemények)
- Gedichte. Neue Folge. Wien, 1872
- Gurretül-Eyn. Wien, 1874 (epikus költ.)
- Gräfin Ebba. Eine Dichtung. Stuttgart, 1877
- Eine Schweden-Königin. Historischer Roman. Breslau, 1882. Két kötet
- Johannesfeuer. Drama. Stuttgart, 1888
- Neue Gedichte. Stuttgart, 1891
- Der Stern von Navarra. Történelmi regény, Berlin, 1900
- Der Göttin Eigenthum, Wien, 1901
- Kaiser Julian. Szomorújáték 5 felvonásban, Wien, 1904
- Hildegund. Ännchen von Tharau. Der Goldschuh. Dramat. Nachlaß, Wien, 1907